# Världsmästerskapen i alpin skidsport 1931
Världsmästerskapen i alpin skidsport 1931 var det första världsmästerskapen i alpin skidsport och arrangerades i Mürren, Schweiz 19–23 februari 1931. Endast slalom och störtlopp fanns på programmet.

## Resultat herrar

### Störtlopp
Datum: 20 februari 1931
| Placering | Land    | Namn          |
| --------- | ------- | ------------- |
| 1         | Schweiz | Walter Prager |
| 2         | Schweiz | Otto Furrer   |
| 3         | Schweiz | Willi Steuri  |

### Slalom
Datum: 23 februari 1931
| Placering | Land      | Namn          |
| --------- | --------- | ------------- |
| 1         | Schweiz   | David Zogg    |
| 2         | Österrike | Anton Seelos  |
| 3         | Tyskland  | Friedl Däuber |

## Resultat damer

### Störtlopp
Datum: 20 februari 1931
| Placering | Land           | Namn            |
| --------- | -------------- | --------------- |
| 1         | Storbritannien | Emse Mackinnon  |
| 2         | Storbritannien | Nell Carroll    |
| 3         | Österrike      | Irma Schmiedegg |

### Slalom
Datum: 19 februari 1931
| Placering | Land           | Namn                  |
| --------- | -------------- | --------------------- |
| 1         | Storbritannien | Emse Mackinnon        |
| 2         | Österrike      | Inge Wersin-Lantscher |
| 3         | Storbritannien | Jeanette Kessler      |

## Medaljligan
| Placering | Land           | Guld | Silver | Brons | Totalt |
| --------- | -------------- | ---- | ------ | ----- | ------ |
| 1         | Schweiz        | 2    | 1      | 1     | 4      |
| 1         | Storbritannien | 2    | 1      | 1     | 4      |
| 3         | Österrike      | -    | 2      | 1     | 3      |
| 4         | Tyskland       | -    | -      | 1     | 1      |